# Careproctus georgianus
Careproctus georgianus är en fiskart som beskrevs av Lönnberg, 1905. Careproctus georgianus ingår i släktet Careproctus och familjen Liparidae. Inga underarter finns listade.